# Colonia Altamirano
Colonia Altamirano är en ort i Mexiko.   Den ligger i kommunen Olinalá och delstaten Guerrero, i den sydöstra delen av landet, 180 km söder om huvudstaden Mexico City. Colonia Altamirano ligger 1 592 meter över havet och antalet invånare är 148.
Terrängen runt Colonia Altamirano är huvudsakligen kuperad. Colonia Altamirano ligger uppe på en höjd. Runt Colonia Altamirano är det ganska glesbefolkat, med 28 invånare per kvadratkilometer. Närmaste större samhälle är Huamuxtitlán, 17,1 km sydost om Colonia Altamirano. I omgivningarna runt Colonia Altamirano växer huvudsakligen savannskog.